# Джо Демпсі
Джозеф Максвелл Демпсі (англ. Joseph Maxwell Dempsie; нар. 22 червня 1987, Ліверпуль, Велика Британія) — англійський актор, найвідоміший своїми ролями Кріса Майлза у телесеріалі «Скінс», та Гендрі у телесеріалі «Гра престолів».

## Біографія

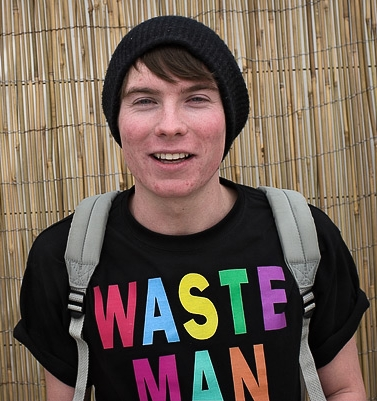
Демпсі у 2008 році

Народився 1987 року в Ліверпулі, проте виріс в Ноттінгемі. Там закінчив Центральну юнацьку телевізійну майстерні та Вест-Бриджфордську школу. 
2008 року у сьомій серії «Доктора Хто» зіграв епізодичну роль содата Клайна, який спостерігав як помирає його товариш. З 2011 по 2019 рік грав у телесеріалі «Гра престолів», де виконав роль Гендрі. Також зіграв у мінісеріалах «Це Англія '86», «Це Англія '88» та «Це Англія '90». 

## Особисте життя
Проживає у Лондоні. Демпсі — любитель футболу; вболіває за «Ноттінгем Форест» та збірну Шотландії.

## Фільмографія

### Фільми
| Рік  |   | Українська назва            | Оригінальна назва        | Роль            |
| ---- | - | --------------------------- | ------------------------ | --------------- |
| 2002 | ф |                             | Heartlands               | Крейґ           |
| 2003 | ф |                             | One for the Road         | Джойрайдер      |
| 2009 | ф | Проклятий Юнайтед           | The Damned United        | Данкан Маккензі |
| 2011 | ф | Без компромісів             | Blitz                    | Тео Нелсон      |
| 2014 | ф | Монстри 2: Темний континент | Monsters: Dark Continent | Френкі          |
| 2015 | ф | Палає, палає, палає         | Burn Burn Burn           | Джеймс          |
| 2017 | ф |                             | Dark River               | Девід           |
| 2018 | ф |                             | Been So Long             | Кестрель        |

### Телебачення
| Рік       |   | Українська назва       | Оригінальна назва    | Роль                                       |
| --------- | - | ---------------------- | -------------------- | ------------------------------------------ |
| 2000      | с |                        | Peak Practice        | Леон (Епізод: "Playing God")               |
| 2001      | с |                        | Doctors              | Лі Ліндсей (Епізод: "Sins of the Brother") |
| 2004      | с |                        | Doctors              | Денні (Епізод: "Rabbit in the Headlights") |
| 2007—2008 | с | Скінс                  | Skins                | Кріс Майлз (19 епізодів)                   |
| 2008      | с | Доктор Хто             | Doctor Who           | Клайн (Епізод: "Донька Доктора")           |
| 2008      | с | Мерлін                 | Merlin               | Вільям (Епізод: "The Moment of Truth")     |
| 2010      | с | Це Англія '86          | This Is England '86  | Хіггі (2 епізоди)                          |
| 2011—2019 | с | Гра престолів          | Game of Thrones      | Джендрі Баратеон (24 епізодів)             |
| 2013      | с | Сауткліфф              | Southcliffe          | Кріс Купер (3 епізоди)                     |
| 2015      | с | Це Англія '90          | This Is England '90  | Хіггі (2 епізоди)                          |
| 2018—2019 | с | Глибинна держава       | Deep State           | Гаррі Кларк (16 епізодів)                  |
| 2021      | с | Любов, смерть і роботи | Love, Death & Robots | Лейрд (Епізод: "The Tall Grass")           |
| 2022      | с | Її уламки              | Pieces of Her        | Нік (7 епізодів)                           |